# Tuffi
Tuffi est une éléphante née en 1946 en Inde et morte à Paris en 1989. Cet animal de cirque devient très connu en Allemagne de l'Ouest en 1950. Lors d'une parade publicitaire dans le train suspendu de Wuppertal, elle fit une chute de 12 mètres dans la rivière Wupper. 
Le 21 juillet 1950, Franz Althoff, directeur de cirque, fait entrer l'éléphanteau alors âgée de 3 ans dans la voiture numéro 13 du monorail, afin de faire la publicité de son spectacle. L'éléphanteau s'affole lors du voyage, brise une fenêtre et tombe dans la rivière Wupper en contrebas, sans vraiment se blesser. Le directeur du cirque aide Tuffi à sortir de l'eau. Il sera condamné à une amende, ainsi que le fonctionnaire qui avait autorisé le trajet. 
Tuffi est vendue au Cirque Alexis Gruss en 1968.

## Retombées
Il existe un livre pour enfant : Tuffi und die Schwebebahn, de Marguerita Eckel and Ernst-Andreas Ziegler, J. H. Born GmbH, 1983, 30 p.  (ISBN 9783870930042)
Il existe un film documentaire allemand : La Chute de l’éléphant de Volker Anding, Lichtblick Film Produktion GmbH, Allemagne, 1989, 45 minutes. 
Une fausse image de la chute a été créée et l'on peut voir une peinture murale de l'incident entre les stations Alter Markt et Adlerbrücke. Il existe également une laiterie locale qui a choisi pour marque Tuffi.